# Торткул
Тортку́л (ранее — Багара́, каз. Төрткүл) — село в Байзакском районе Жамбылской области Казахстана, входит в состав Жалгызтобинского сельского округа. Код КАТО — 313635500.

## Население
В 1999 году население села составляло 254 человека (122 мужчины и 132 женщины). По данным переписи 2009 года, в селе проживало 239 человек (115 мужчин и 124 женщины).